# Burgwedel
Burgwedel (niederdeutsch Borwee) ist eine Stadt in der niedersächsischen Region Hannover.

## Geografie

### Stadtgliederung
Burgwedel besteht aus den folgenden Ortschaften:
1. Engensen – mit dem Ortsteil Lahberg (1479 Einwohner)
2. Fuhrberg (2160 Einwohner)
3. Großburgwedel (Verwaltungssitz, 9658 Einwohner)
4. Kleinburgwedel – mit dem ausgegliederten Mühlenberg, den Siedlungen Heidewinkel, Wietze und Würmsee (2414 Einwohner)
5. Oldhorst (164 Einwohner)
6. Thönse (1496 Einwohner)
7. Wettmar – mit den Siedlungen Texas und Wulfshorst (3371 Einwohner)

(Stand: 1. Juli 2020)

### Nachbargemeinden
| Wietze (Landkreis Celle) | Hambühren (Landkreis Celle)                 | Adelheidsdorf (Landkreis Celle) |
| Wedemark                 | Kompassrose, die auf Nachbargemeinden zeigt |                                 |
|                          | Isernhagen                                  | Burgdorf                        |

### Geologie

#### Landschaftsformen
Die Siedlungsfläche der Stadt besteht aus mehreren um Vorstadtsiedlungen erweiterten Dorfkernen, die nach wie vor durch landwirtschaftlich genutzte Flächen und Wälder voneinander getrennt sind. Von den Waldflächen in der Gemarkung der Stadt ist insbesondere der Staatsforst Fuhrberg hervorzuheben. Mit dem Hastbruch, dem Trunnenmoor, dem Oldhorster Moor und den vielen Forsten finden sich zahlreiche Naturschutzgebiete in der Stadt Burgwedel. Nördlich der Ortschaft Wettmar erstreckt sich mit dem Wietzenbruch eine riesige, abgesehen von einigen Höfen unbesiedelte Moor- und Weidelandschaft, die bis an die Grenze des Landkreises Celle reicht.

#### Gewässer

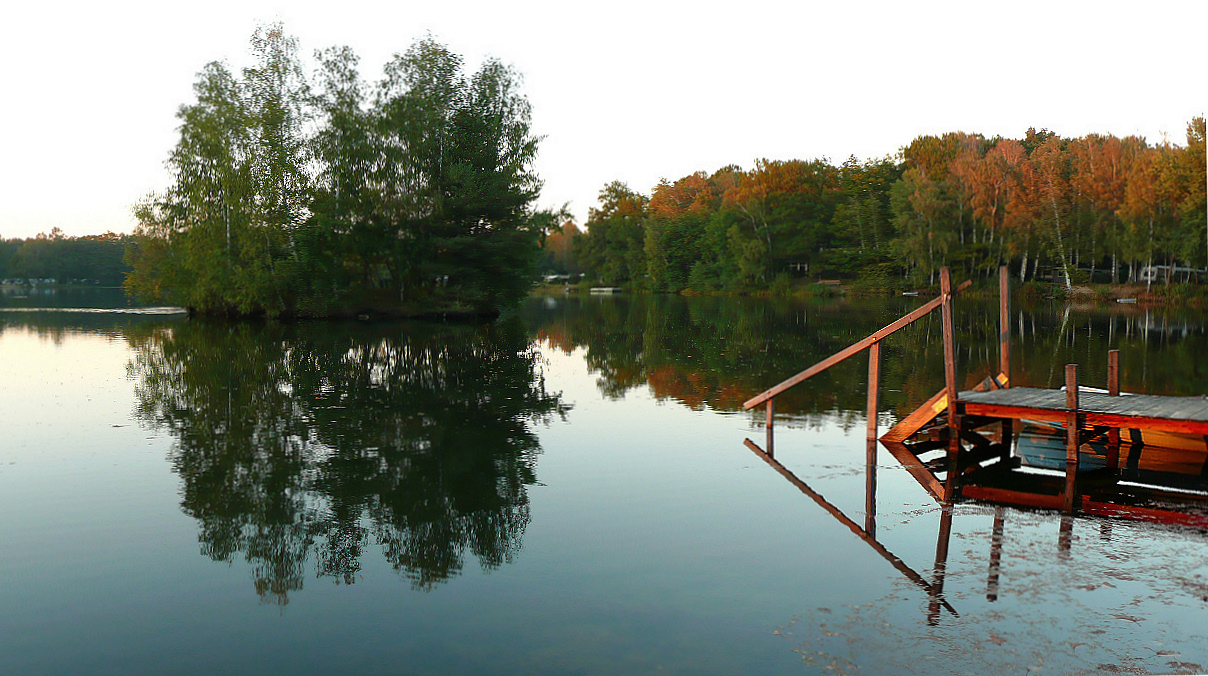
Springhorstsee mit Insel

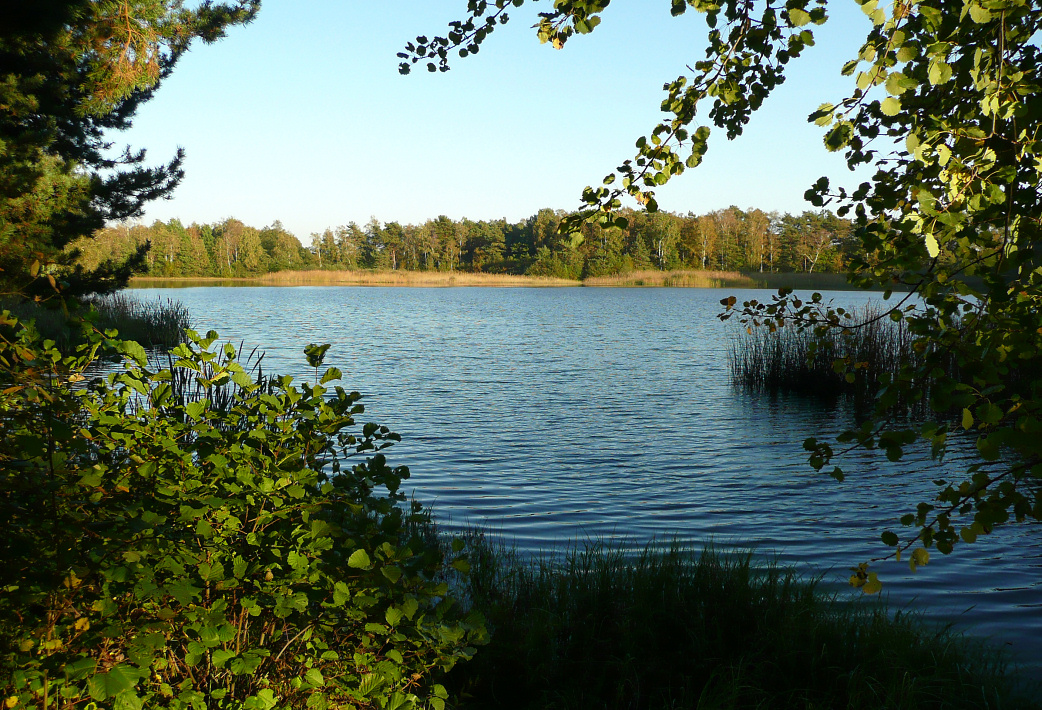
Würmsee, 2010

An natürlich entstandenen Gewässern gibt es den Fluss Wietze, der den westlichen Rand des Gemeindegebietes berührt, sowie die Bäche Wulbeck und die Hengstbeeke. Die Wulbeck entspringt im Oldhorster Moor, ist dann im Osten teilweise die Grenze zu Burgdorf und verlässt später nördlich von Fuhrberg im Staatsforst das Gemeindegebiet, um schließlich bei Wieckenberg in die Aller zu münden. Die Hengstbeeke liegt bis zur Mündung in die Wietze in der Nähe der Autobahnauffahrt Fuhrberg/Mellendorf auf dem Gemeindegebiet. Ihr Oberlauf im Hauptort Großburgwedel trug schon seit Menschengedenken eine andere Bezeichnung, erst Möhlenbeeke. Nach Übersetzung des Ortsnamens ins Hochdeutsche bekam er schließlich den Namen „die Wedel“.
An von Menschenhand entstandenen Oberflächengewässern gibt es im Gebiet von Burgwedel neben zahlreichen Entwässerungsgräben zwei kleine Seen, die heute vom Nahtourismus genutzt werden.
Der Springhorstsee entstand 1970 durch Sand- und Kiesabbau. Der Würmsee entstand durch Torfstechen. Er war 2014, 2018, 2019, 2020 und 2022
zeitweise weitgehend trockengefallen. 2018 wurde der See zur Entschlammung ausgebaggert. Seit Frühjahr 2016 ist die Stadt Burgwedel Pächter von Teilen des Seegrundstücks, pumpt im Sommer Grundwasser in den Würmsee, was die Wasserfläche stabilisiert, entfernt Neophyten und plante in einigen Uferbereichen in mäßigem Umfang Pflanzenteile zu entfernen.

## Geschichte

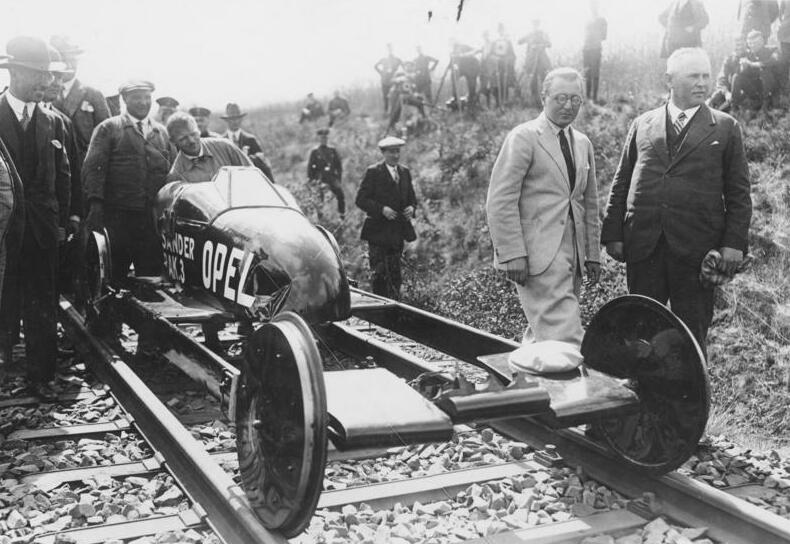
Der Raketenwagen Opel RAK.3 auf Schienen der Versuchsstrecke in Burgwedel, 1928

Der Name Burgwedel leitet sich von den niederdeutschen Namen Groten- und Lüttschen Borwe, für Groß- bzw. Kleinburgwedel, ab.
Das Wort Borwe ging über Borchwede aus dem Satz „Dat schollt Borch wedde“ (hochdeutsch: „Dies soll Burg werden“) hervor. Dabei bezeichnet Borch einen Verwaltungssitz.

### Mittelalter und Neuzeit
Burgwedel wurde 1324 als Verwaltungsmittelpunkt der Grafschaft Burgwedel, der späteren Amtsvogtei Burgwedel, erstmals urkundlich erwähnt. 1371 erscheint die Burg Burgwedel zum ersten Mal ausdrücklich in der historischen Überlieferung, sie hat aber höchstwahrscheinlich schon im Hochmittelalter bestanden. Der Ort wurde oft durch verheerende Brände fast ausgelöscht, zum letzten Mal 1828, wobei zwei Drittel des Ortes zerstört wurden.
Es wurden zwei Strecken für Schienenfahrzeuge nach bzw. durch Burgwedel gebaut. 1901 wurde die Linie 17 der Straßenbahn Hannover nach Großburgwedel gebaut, die 1956 wieder zum Fasanenkrug in Hannover zurückgezogen wurde. Außerdem wurde die Bahnstrecke Hannover–Celle mit Halt in Großburgwedel durch das Stadtgebiet gebaut.
Die Reichsbahnstrecke in Burgwedel diente Opel 1928 als Versuchsstrecke für mehrere unbemannte Schlitten mit Raketenantrieb.

### Gemeindeentstehung, Stadtrechte
Im Zuge der Gebietsreform in Niedersachsen, die am 1. März 1974 stattfand, entstand die Gemeinde Burgwedel aus den bis dahin selbständigen Gemeinden Engensen, Fuhrberg, Großburgwedel, Kleinburgwedel, Oldhorst, Thönse und Wettmar.
Am 26. August 2003 erhielt die Gemeinde Burgwedel die Stadtrechte. Bis zum 31. Dezember 2004 gehörte Burgwedel zum damaligen Regierungsbezirk Hannover, der wie alle anderen niedersächsischen Regierungsbezirke aufgelöst wurde.

### Einwohnerentwicklung
| Datum | Einwohner | Quelle        |
| ----- | --------- | ------------- |
| 1961  | 09.221 ¹  | [ 17 ] [ 19 ] |
| 1970  | 12.911 ²  | [ 17 ] [ 19 ] |
| 1975  | 17.027 ³  | [ 20 ]        |
| 1980  | 18.573 ³  | [ 20 ]        |
| 1985  | 18.809 ³  | [ 20 ]        |
| 1990  | 18.314 ³  | [ 20 ]        |

| Datum | Einwohner | Quelle |
| ----- | --------- | ------ |
| 1995  | 19.166 ³  | [ 20 ] |
| 2000  | 19.885 ³  | [ 20 ] |
| 2005  | 20.384 ³  | [ 20 ] |
| 2010  | 20.487 ³  | [ 20 ] |
| 2015  | 20.654 ³  | [ 20 ] |
| 2019  | 20.234 ³  | [ 20 ] |

¹ Volkszählungsergebnis vom 6. Juni (Addierung der 1974 zusammengeschlossenen Orte)

² Volkszählungsergebnis vom 27. Mai (Addierung der 1974 zusammengeschlossenen Orte)

³ zum 31. Dezember
|  |

## Religion

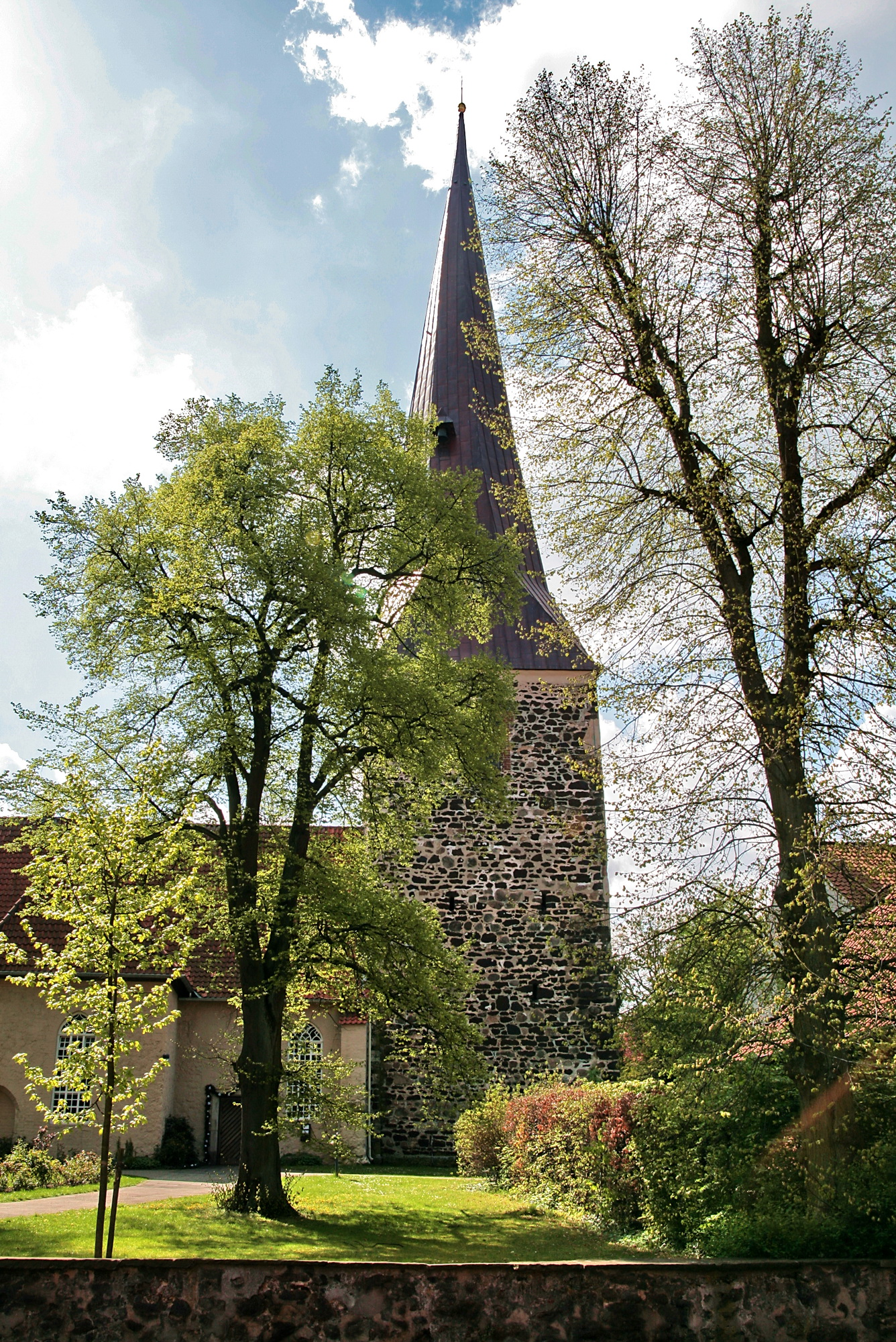
St.-Petri-Kirche in Großburgwedel

### Evangelisch-lutherische Kirche

#### Großburgwedel
Die evangelische St.-Petri-Gemeinde ist die größte religiöse Gemeinschaft in Burgwedel. Die in der Dorfmitte Großburgwedels gelegene St.-Petri-Kirche, nach der die Kirchengemeinde benannt ist, ist eine teils romanische, teils gotische Kirche, die vermutlich um 1200 erbaut wurde. Der mit Kupfer verkleidete Kirchturm ist etwa 60 m hoch (Mauerwerk 20 m, Turmhelm 38 m, Turmspitze 2 m).
Außerdem ist Großburgwedel Sitz des Kirchenkreisamtes Burgdorfer Land, das für die Kirchenkreise Burgdorf und Burgwedel-Langenhagen der Landeskirche Hannovers zuständig ist.

#### Wettmar
Im Kirchspiel Wettmar-Engensen-Thönse ist die St.-Marcus-Kirchengemeinde zusammengefasst. Ihr Zentrum ist die St.-Markus-Kirche in der Ortschaft Wettmar, die von dem Architekten und späteren Konsistorialbaumeister Conrad Wilhelm Hase 1854–1855 fertiggestellt wurde.

#### Fuhrberg
Mittelpunkt der evangelisch-lutherischen Fuhrberger Kirchengemeinde ist die Ludwig-Harms-Kirche im alten Dorfkern.

### Römisch-katholische Kirche

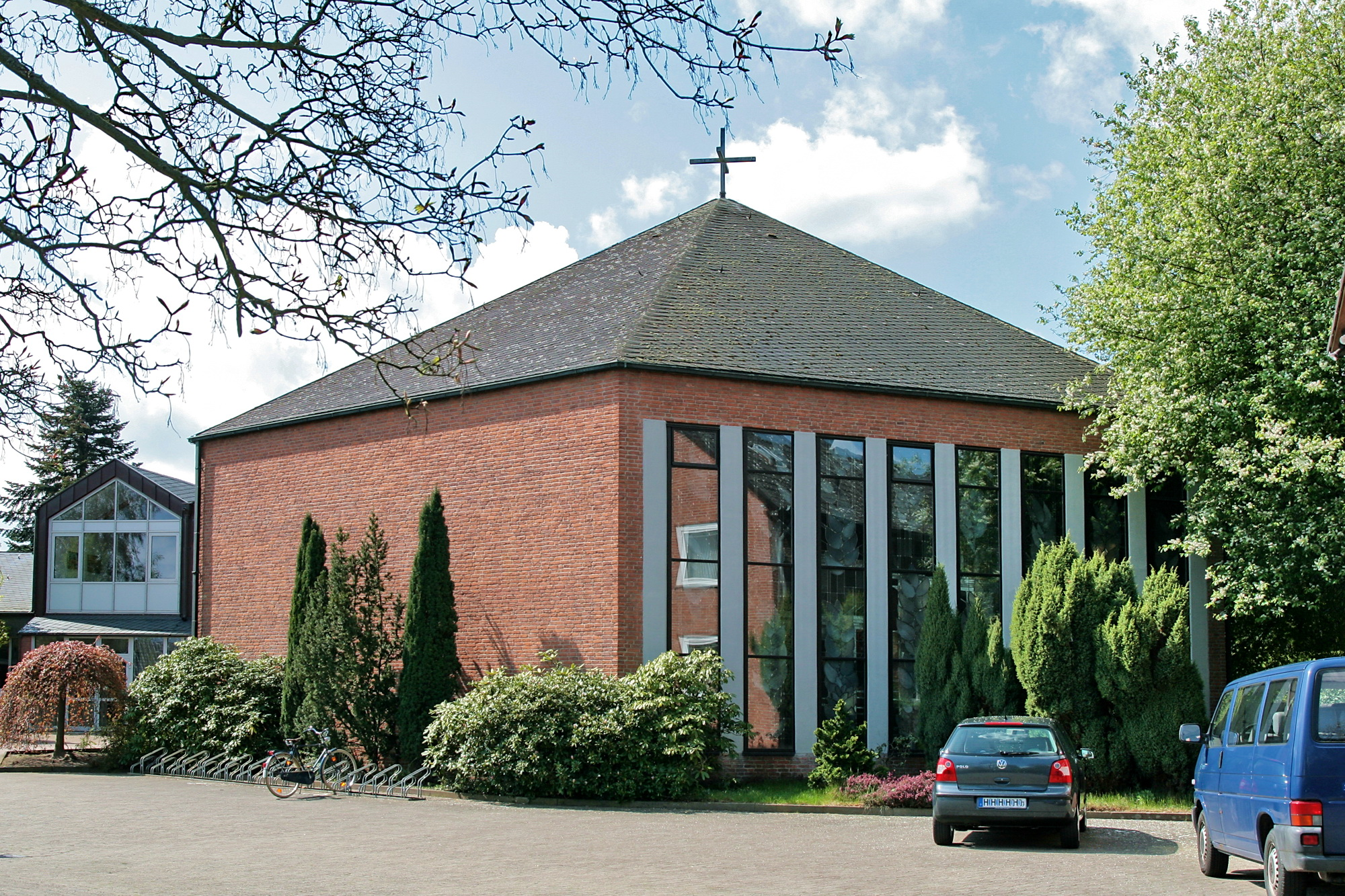
St.-Paulus-Kirche in Großburgwedel

Die katholische St.-Paulus-Pfarrgemeinde Burgwedel ist die zweitgrößte religiöse Gemeinschaft der Stadt. Sie gehört zur Diözese Hildesheim und damit zur nordischen Kirchenprovinz Hamburg. Bevor St. Paulus 1976 mit der Neuumschreibung des Dekanates Hannover-Nord zur Pfarrgemeinde erhoben wurde, war sie bereits 1969 zur Pfarrvikarie und 1970 zur Kirchengemeinde ernannt worden. In der Zeit davor wurden die Burgwedeler Katholiken von der Pfarrgemeinde St. Nikolaus in Burgdorf mitbetreut. Der vom hannoverschen Architekten Karl-August Muth entworfene sechseckige Kirchenbau, der für etwa 300 Gläubige Platz bietet, wurde am 5. Februar 1966 vom Hildesheimer Bischof Heinrich Maria Janssen auf das Patronat des Apostels Paulus, dem Namenspatron des damals amtierenden Papstes Paul VI., geweiht. Der Kirchenbau zeigt farbige Glasfenster des Braunschweiger Künstlers Claus Kilian, die den Kreuzweg darstellen. Daneben gibt es ein Triumphkreuz über dem Altar und besondere plastische Arbeiten an Ambo und Kirchentüren. Vor dem Bau der St.-Paulus-Kirche fanden bereits katholische Gottesdienste in der evangelischen St.-Petri-Kirche statt.
Die Pfarrei umfasst auch die benachbarten Isernhagener Ortschaften FB, HB, KB, NB, Neuwarmbüchen und Teile Kirchhorsts und zählt 3769 Gemeindemitglieder (Stand 1. Januar 2017).

### Weitere christliche Gemeinschaften
Die Neuapostolische Kirche befindet sich in unmittelbarer Nachbarschaft zur St.-Paulus-Kirche im Wohngebiet Osterwiesen.
Unter dem Namen Freistil existiert seit Herbst 2005 auch eine evangelische Freikirche.

## Politik

### Rat
Der Rat der Stadt Burgwedel besteht aus 34 Ratsfrauen und Ratsherren. Dies ist die festgelegte Anzahl für eine Gemeinde mit einer Einwohnerzahl zwischen 20.001 und 25.000 Einwohnern. Die Ratsmitglieder werden in den Kommunalwahlen für jeweils fünf Jahre gewählt. Stimmberechtigt im Stadtrat ist außerdem Bürgermeisterin Ortrud Wendt.
Die jüngste Kommunalwahl 2021 ergab direkt nach der Wahl die nachstehende Sitzverteilung. 
Von den 34 Mitgliedern des Rates sind 10 Frauen.
| Kommunalwahl       | CDU | SPD | Grüne | FDP | WG | Die Partei | AfD | WEB | Gesamt   |
| ------------------ | --- | --- | ----- | --- | -- | ---------- | --- | --- | -------- |
| 12. September 2021 | 15  | 9   | 5     | 3   | 0  | 0          | 2   | 0   | 34 Sitze |

### Bürgermeister
Am 26. September 2021 wurde Ortrud Wendt (CDU) zur Bürgermeisterin Burgwedels gewählt. Ihre Stellvertreter sind Isa Huelsz (FDP), Michael Kranz (CDU) und Bedri Özdemir (SPD).

### Ortsräte
Die Stadtteile der Stadt Burgwedel werden durch insgesamt 41 Ortsratsmitglieder in sieben Ortsräten vertreten. Seit der Kommunalwahl 2021 verteilen diese sich wie folgt:
| Stadtteile     | CDU | SPD | Grüne | FDP | AfD | WG | LD | ∑  |
| -------------- | --- | --- | ----- | --- | --- | -- | -- | -- |
| Engensen       | 2   | 1   | -     | -   | -   | 2* | -  | 5  |
| Fuhrberg       | 2   | 2   | 1     | -   | -   | -  | -  | 5  |
| Großburgwedel  | 4   | 2   | 1     | 1   | 1   | -  | -  | 9  |
| Kleinburgwedel | 3   | 1   | 1     | -   | -   | -  | -  | 5  |
| Oldhorst       | 2   | -   | -     | 3   | -   | -  | -  | 5  |
| Thönse         | 3   | 1   | 1     | -   | -   | -  | -  | 5  |
| Wettmar        | 3   | 2   | 1     | -   | -   | -  | 1  | 7  |
| ∑              | 19  | 9   | 5     | 4   | 1   | 2  | 1  | 41 |

*Wählergemeinschaft Engenser Bürger

### Wappen
Der Entwurf des Kommunalwappens der Stadt Burgwedel stammt von Karl Wulf. Das Wappen findet sich in vertauschten Farben bei dem ehemaligen Landkreis Burgdorf wieder. Die Genehmigung des Wappens wurde am 20. April 1977 durch den Landkreis Hannover erteilt.
| Wappen von Burgwedel | Blasonierung: „Von Schwarz und Silber schrägrechts geteilt, oben ein einwärtsblickender, silberner, rot-bezungter Wolfskopf; unten eine schwarze, zweispitzige Wolfsangel mit Mittelbolzen.“ |
| Wappen von Burgwedel | Wappenbegründung: Bestandteile des Wappens sind die Symbole des ehemals bestehenden Landkreises Burgdorf. Durch Austausch der Farben besteht keine Identität mit diesem Wappen. Das Wappen hat sein Vorbild in Hermann Löns’ Bauernchronik „Der Wehrwolf“. Die Handlung dieses Romans betrifft weitgehend den Bereich der jetzigen Gemeinde Burgwedel. Die früheren Gemeinden Engensen, Wettmar und Fuhrberg werden am häufigsten von allen sonst genannten Gemeinden erwähnt. |

### Wappen der Ortschaften

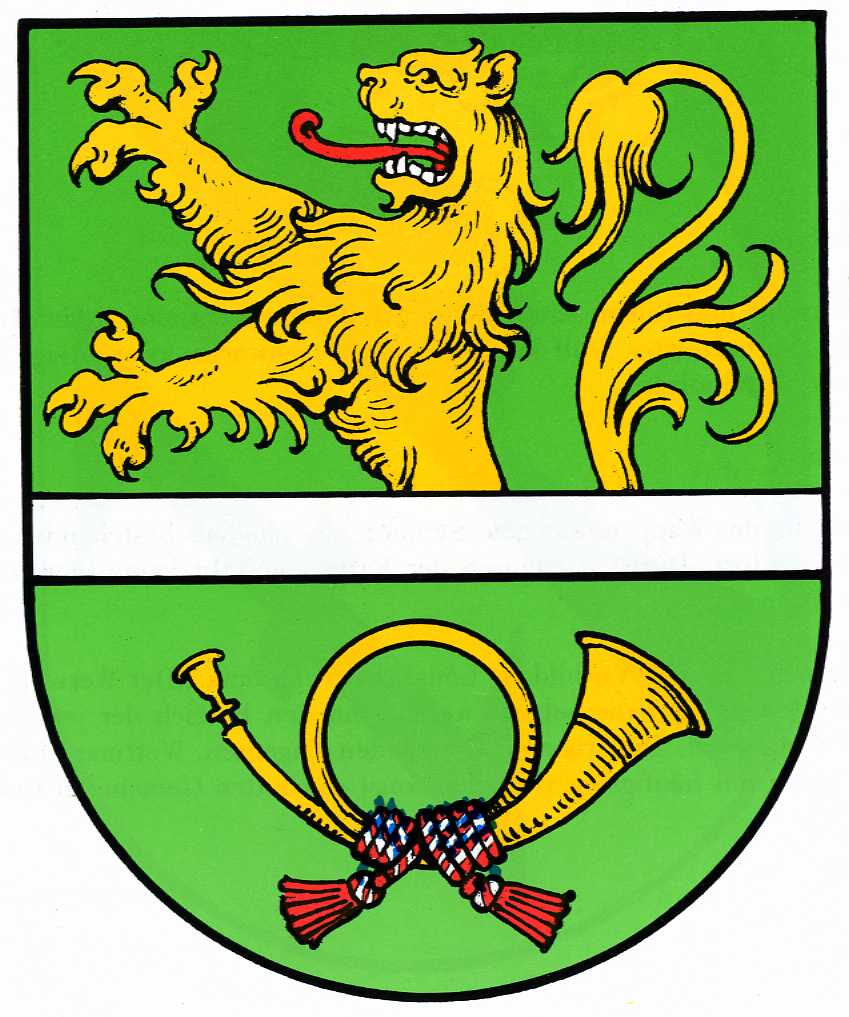
Engensen
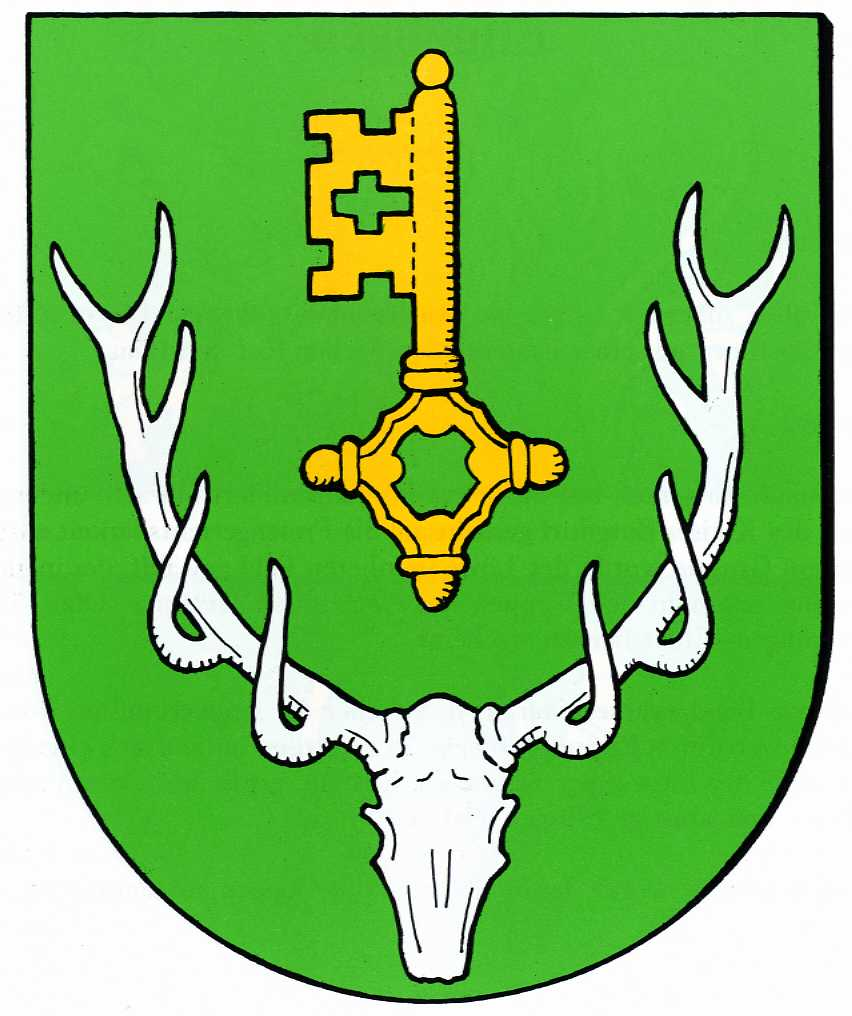
Fuhrberg
Großburgwedel
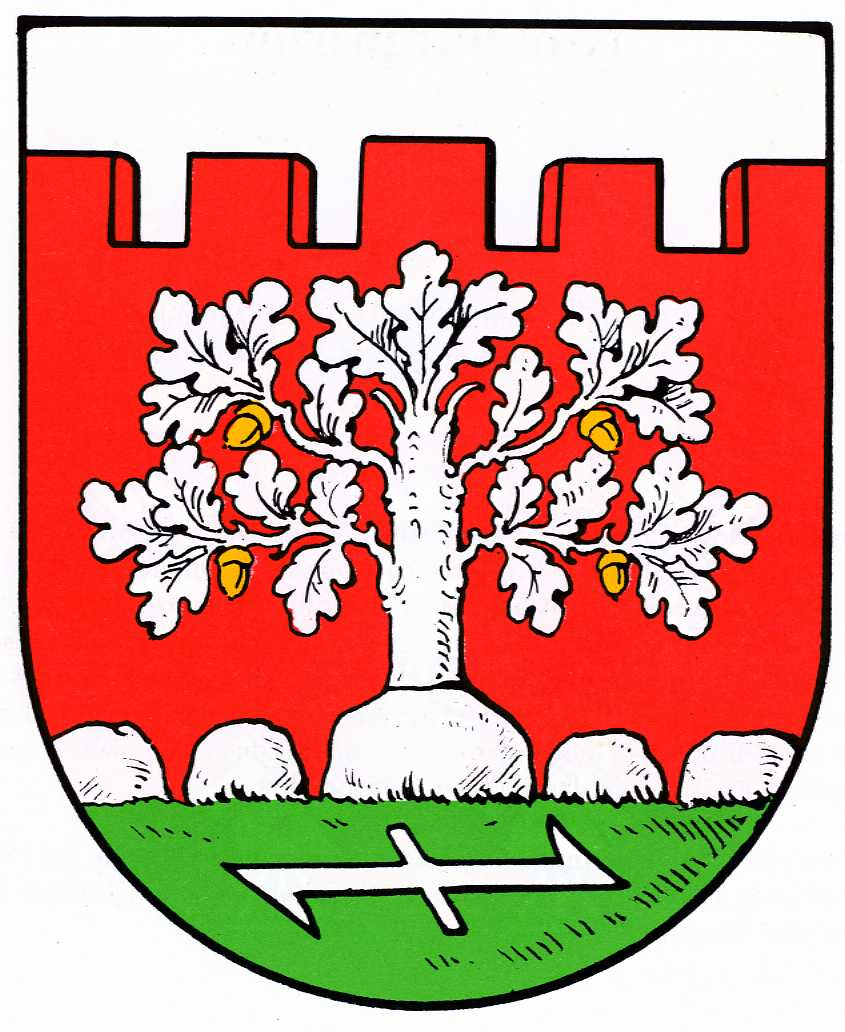
Kleinburgwedel
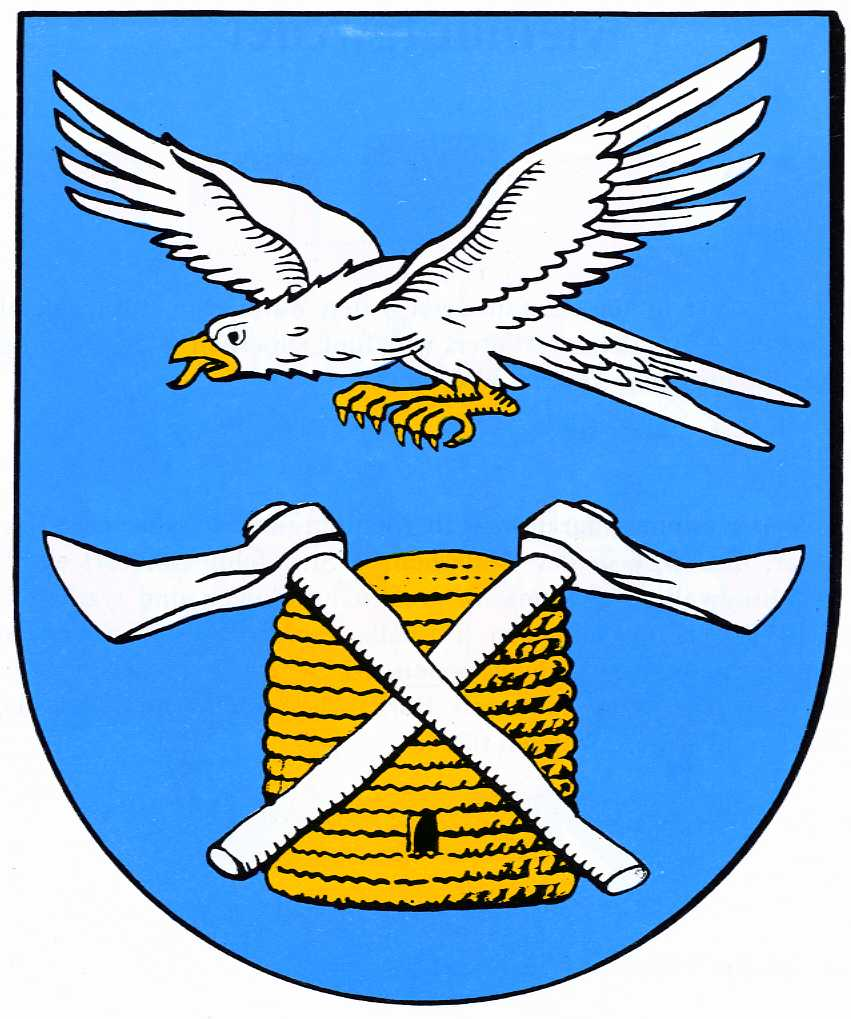
Oldhorst
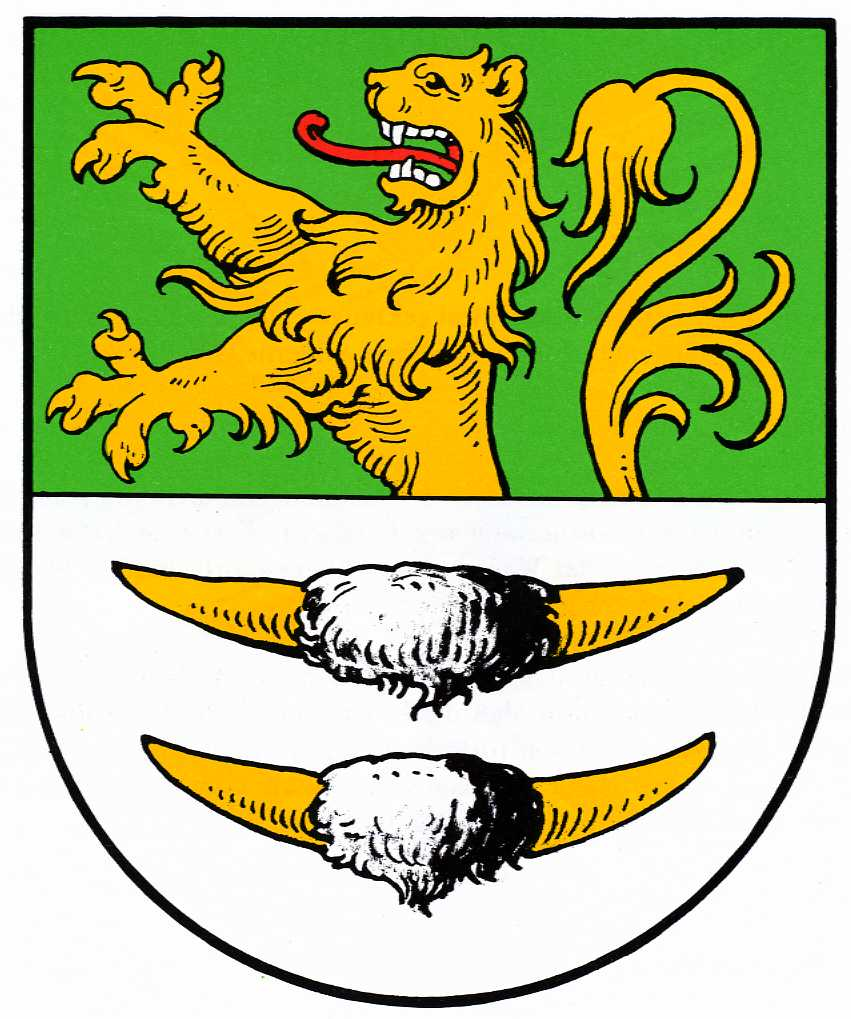
Thönse
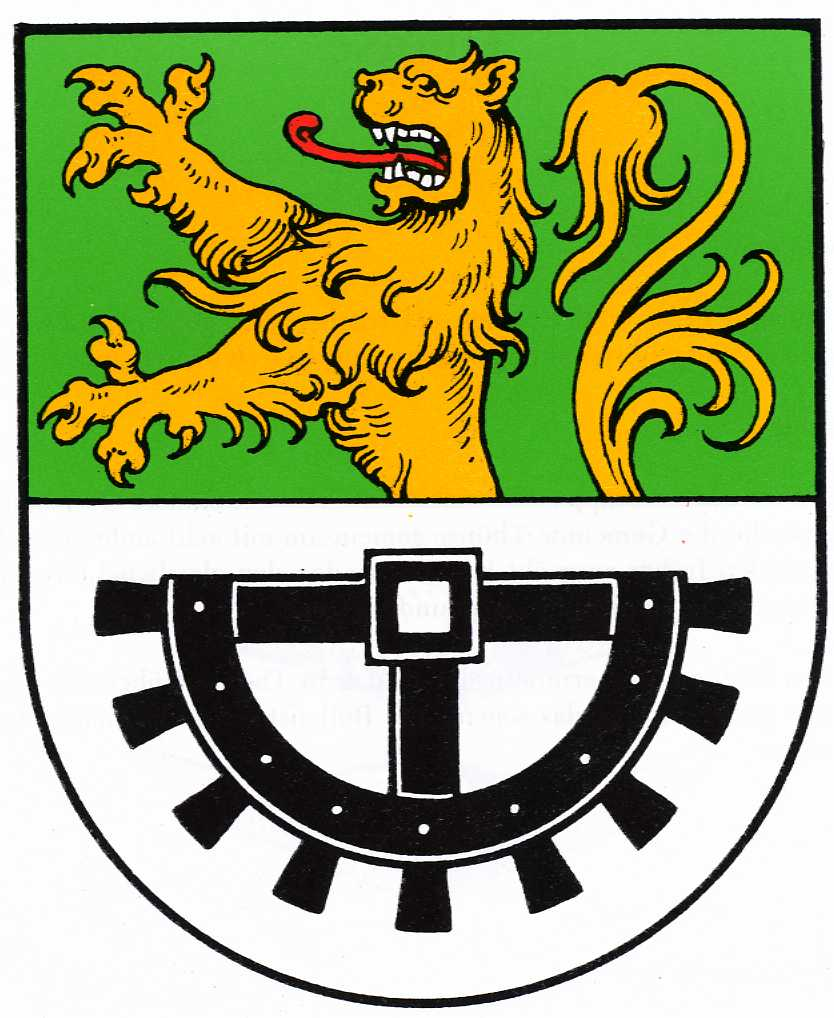
Wettmar

### Städtepartnerschaften
Domfront (Orne), Stadt in Frankreich (Département Orne, Region Normandie), als Zeichen der Partnerschaft wurde im Herbst 2008 der Rathausplatz umgestaltet und zum Domfrontplatz erklärt

## Wirtschaft und Infrastruktur

### Unternehmen
Burgwedel ist Sitz der Drogeriemarktkette Rossmann sowie des Filialunternehmens KIND-Hörgeräte. Ferner sind der Tierimpfstoff-Hersteller Burgwedel Biotech (ehemals Essex Animal Health, gehört zu MSD Sharp & Dohme, bereitet u. a. auch Impfstoff gegen den Ebola-Virus vor), der Backwarendekorhersteller Pickerd, das Orthopädieunternehmen Thuasne Thämert, der Kosmetik-Hersteller Hildegard Braukmann, eine Zweigniederlassung der Lauda Dr. R. Wobser GmbH & Co. KG (Hersteller für Temperier- und Messtechnik sowie Laborgeräte) sowie weitere mittlere und Kleinbetriebe im Gewerbegebiet Großburgwedel ansässig. Außerdem befindet sich in unmittelbarer Nähe zur Anschlussstelle 54 der Bundesautobahn 7 eine bereits 1976 eröffnete Filiale des Möbelhauses IKEA, die somit die zweitälteste noch existierende Filiale in Deutschland ist.
Eine über Burgwedel hinaus wirkende Einrichtung mit vielfältigen Angeboten im Bereich Schulung und Ausbildung sowie Kindergarten, Jugendhilfe, Behindertenhilfe und Kindergarten ist die evangelische Pestalozzi-Stiftung.

### Öffentliche Einrichtungen
Im Stadtteil Großburgwedel hat das Amtsgericht Burgwedel seinen Sitz, das zum Oberlandesgerichtsbezirk Celle gehört. Des Weiteren ist eine Geschäftsstelle der Agentur für Arbeit Celle im Stadtteil Großburgwedel ansässig.
Auf dem Gebiet der Stadt Burgwedel findet sich mit dem Wasserwerk Fuhrberg eines der wichtigsten Wasserversorgungswerke der Landeshauptstadt Hannover, für die Nahversorgung existiert ein weiteres Wasserwerk bei Wettmar.
In Großburgwedel befindet sich das zum Klinikum Region Hannover gehörende Klinikum Großburgwedel. Ende 2008 gelang es ehrenamtlichen Helfern eine anerkannte Tafel für Hilfsbedürftige in Burgwedel zu eröffnen.

### Bildung

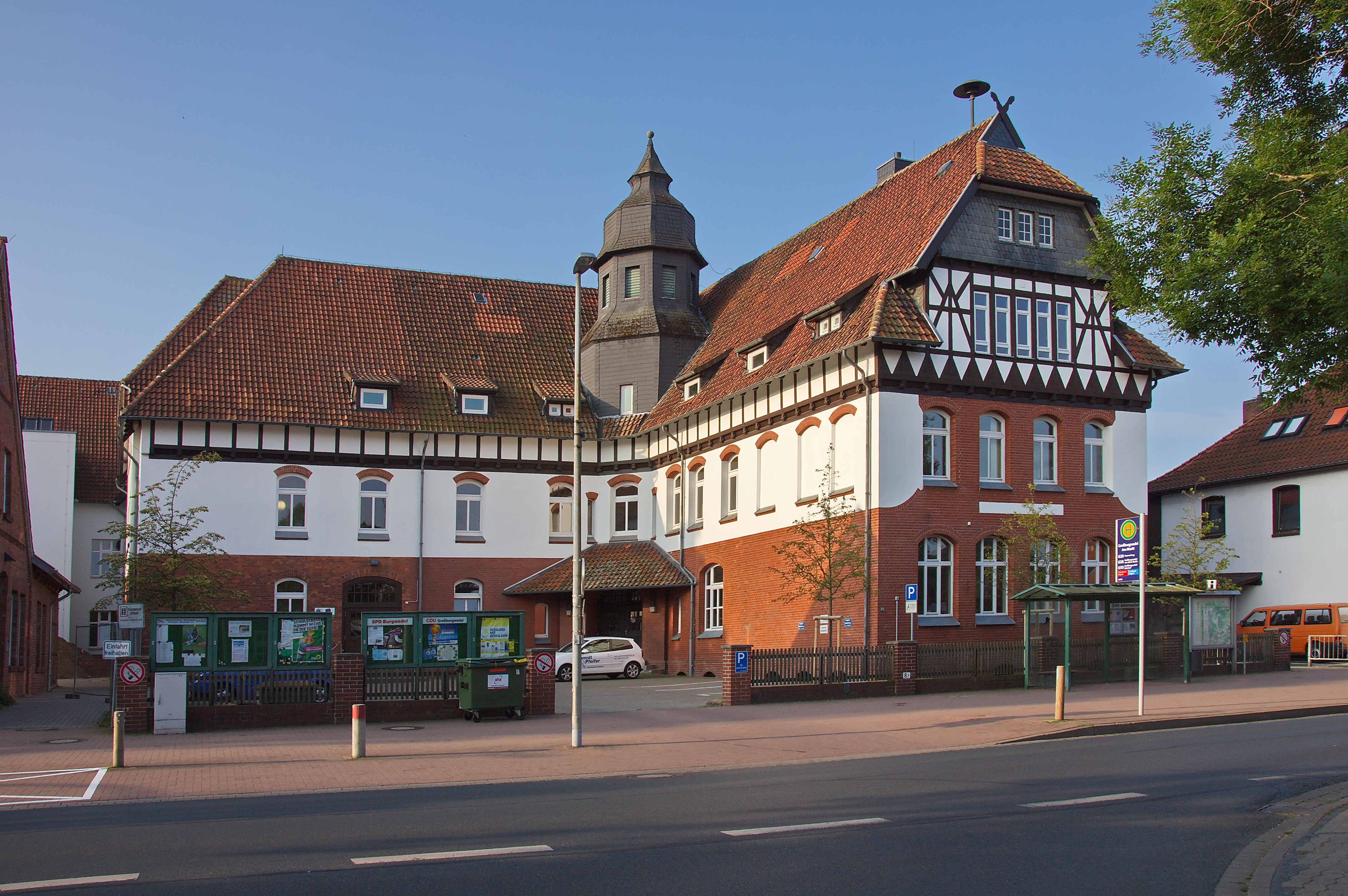
Grundschule in Großburgwedel

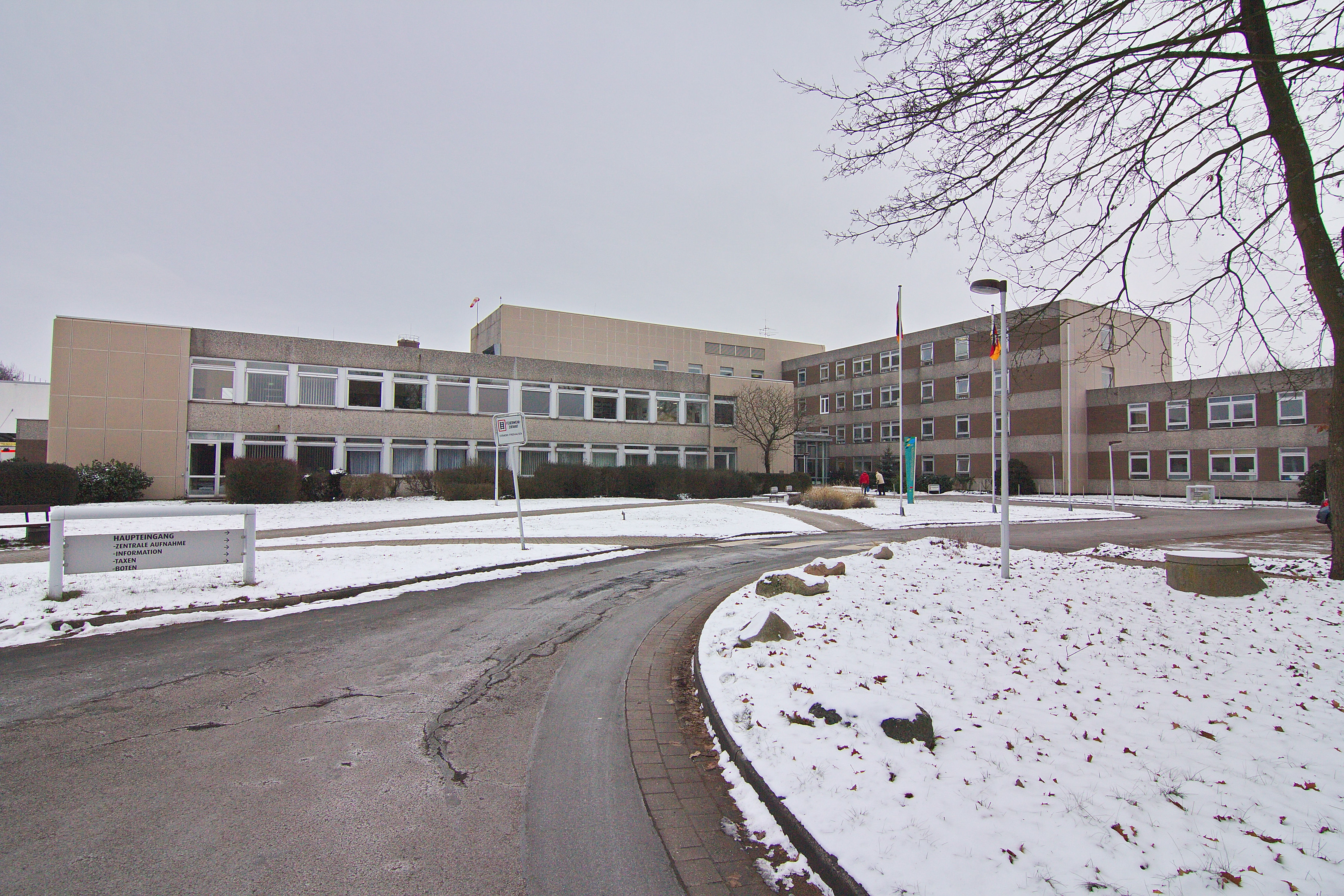
Klinikum Großburgwedel

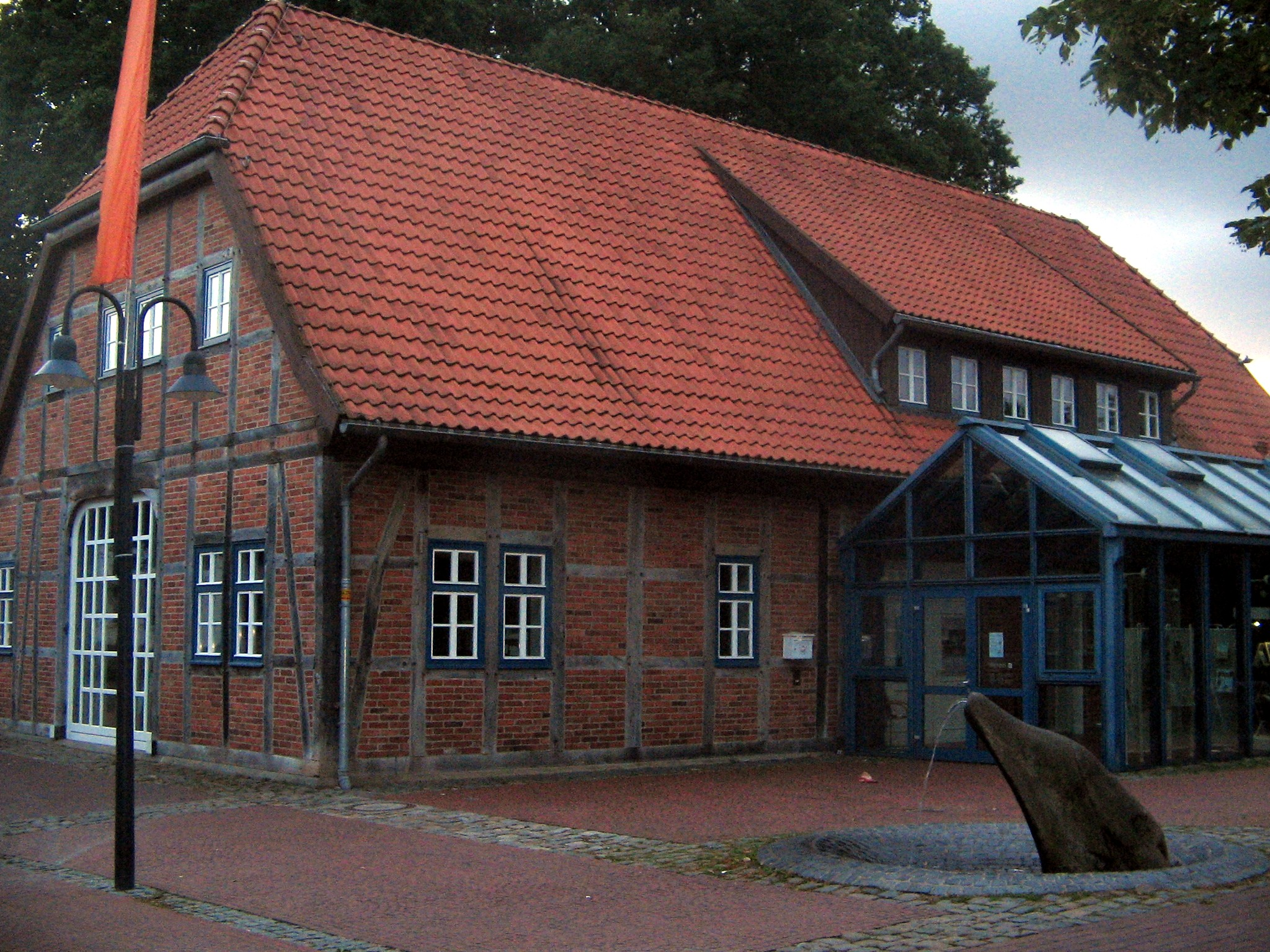
Altes Haus (Bücherei in Großburgwedel)

In Großburgwedel befinden sich ein Gymnasium, eine Integrierte Gesamtschule, eine Oberschule, eine Förderschule (Schwerpunkt Lernen) und eine Grundschule. Weitere Grundschulen befinden sich in Fuhrberg, Thönse, Kleinburgwedel und Wettmar. Schülerinnen und Schüler in den Klassenstufen 5, 6 und 7 haben die Möglichkeit, das Angebot einer „Offenen Ganztagsschule“ von Montag bis Donnerstag inklusive Mittagessen, Hausaufgabenbetreuung und anschließendem Vereinsangebot entgegenzunehmen.
Des Weiteren bietet die Pestalozzi-Stiftung in Großburgwedel eine Förderschule für soziale und emotionale Entwicklung und das Pestalozzi-Seminar (Fachschule Sozialassistent/Erzieher).
In Großburgwedel befindet sich im Alten Haus die Gemeindebücherei Großburgwedel. Weitere Büchereien gibt es in Fuhrberg, Kleinburgwedel, Thönse und Wettmar.

### Verkehr

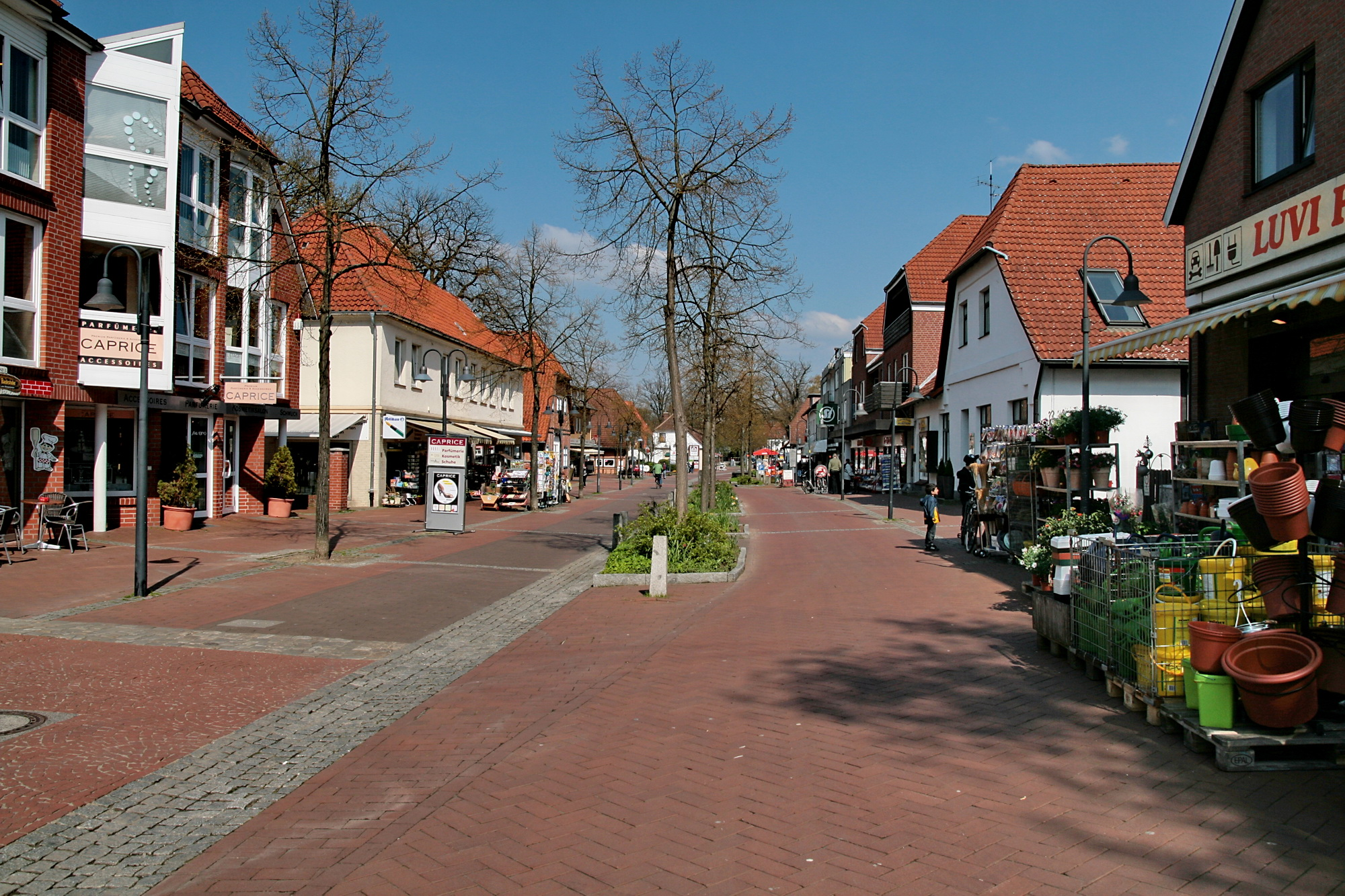
Fußgängerzone im Zentrum des Stadtteils Großburgwedel

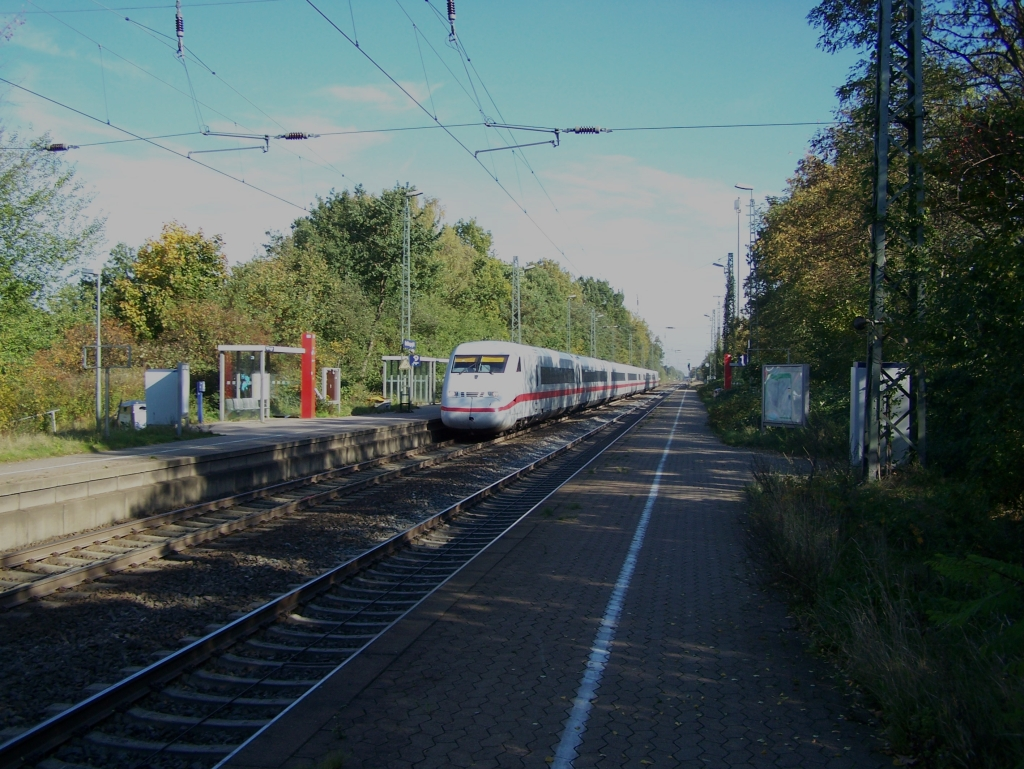
Haltepunkt Großburgwedel (Mai 2000)

Durch das Gebiet der Stadt Burgwedel verläuft die A 7 mit der Anschlussstelle 54 (Großburgwedel). Sie bindet die Gewerbegebiete mit der Unternehmenszentrale von Rossmann und dem Möbelhaus Ikea direkt an. Ein in den vergangenen Jahren ausgebautes Netz von Umgehungsstraßen soll die Innenstadt vom Durchgangsverkehr entlasten und schafft auch eine direkte Verbindung von der BAB-Anschlussstelle zum Schul- und Sportzentrum sowie nach Burgdorf und Wedemark.
Außerdem verläuft hier die wichtige Bahnstrecke Hannover–Celle. Am Haltepunkt Großburgwedel halten im Stundentakt die Züge des Schienenpersonennahverkehrs auf der Linie Göttingen–Hannover–Uelzen, welche seit Dezember 2005 von der Metronom-Eisenbahngesellschaft bedient wird. Sie setzt Doppelstockwendezüge aus dem Fahrzeugpool der Landesnahverkehrsgesellschaft Niedersachsen mbH (LNVG) ein.

## Persönlichkeiten

### Söhne und Töchter der Stadt
- Heinrich Paxmann (1531–1580), geboren in Großburgwedel, Rektor und Mediziner
- Heinrich von Eltz (1599–1661), Landhauptmann und Amtsvogt
- Ludolf Henning von Eltz (1649–1718), Offizier und Amtsvogt
- Viktor von Alten (1755–1820), Generalleutnant
- Eberhard von dem Bussche-Ippenburg (1851–1937), geboren in Großburgwedel, Generalmajor
- Otto Wöhler (1894–1987), geboren in Großburgwedel, General der Wehrmacht
- Hartmut Badenhop (1930–2025), geboren in Großburgwedel, evangelischer Theologe
- Siegfried Bronnert (* 1944), Fußballspieler
- Lothar Fritz Freie (1955–1982), geboren in Großburgwedel, Todesopfer an der Berliner Mauer
- Barbara Zibell (* 1955), geboren in Großburgwedel, Stadt- und Regionalplanerin
- Harro Schmidt (* 1957), geboren in Großburgwedel, Bildender Künstler
- Nicole Bracht-Bendt (* 1959), Politikerin (FDP)
- Rüdiger Leitlof (* 1959), geboren in Großburgwedel, Radrennfahrer
- Tjark Bartels (* 1969), Politiker (SPD) und ehemaliger Landrat des Landkreises Hameln-Pyrmont
- Stefan Heuer (* 1971), geboren in Großburgwedel, Schriftsteller
- Hakan Orbeyi (* 1971), geboren in Großburgwedel, Schauspieler
- Søren Grammel (* 1971), Kurator
- Hendrik Hoppenstedt (* 1972), geboren in Großburgwedel, Politiker (CDU), Mitglied des Bundestages
- Diana L. M. Kisro-Warnecke (* 1973), geboren in Großburgwedel, Managerin
- Bettina Zimmermann (* 1975), Schauspielerin
- Ulas Kilic (* 1975), Schauspieler
- Jan Hille (* 1978), Filmeditor
- Katja Munck (* 1979), Basketballnationalspielerin
- Ingo Kindervater (* 1979), Badmintonspieler
- Kerstin Weißenborn (* 1980), Hockeynationalspielerin
- Lisa Gründing (* 1991), Volleyballspielerin
- Valmir Sulejmani (* 1996), Fußballspieler
- Léon Schäfer (* 1997), Leichtathlet
- Jannis Heuer (* 1999), Fußballspieler
- Luis Hendricks (* 1999), Koch
- Danjo Leonhardt (* 2002), Eishockeyspieler

### Personen, die mit der Stadt in Verbindung stehen
- Carl Graf von Alten (1764–1840), hannoversch-britischer General und Staatsmann

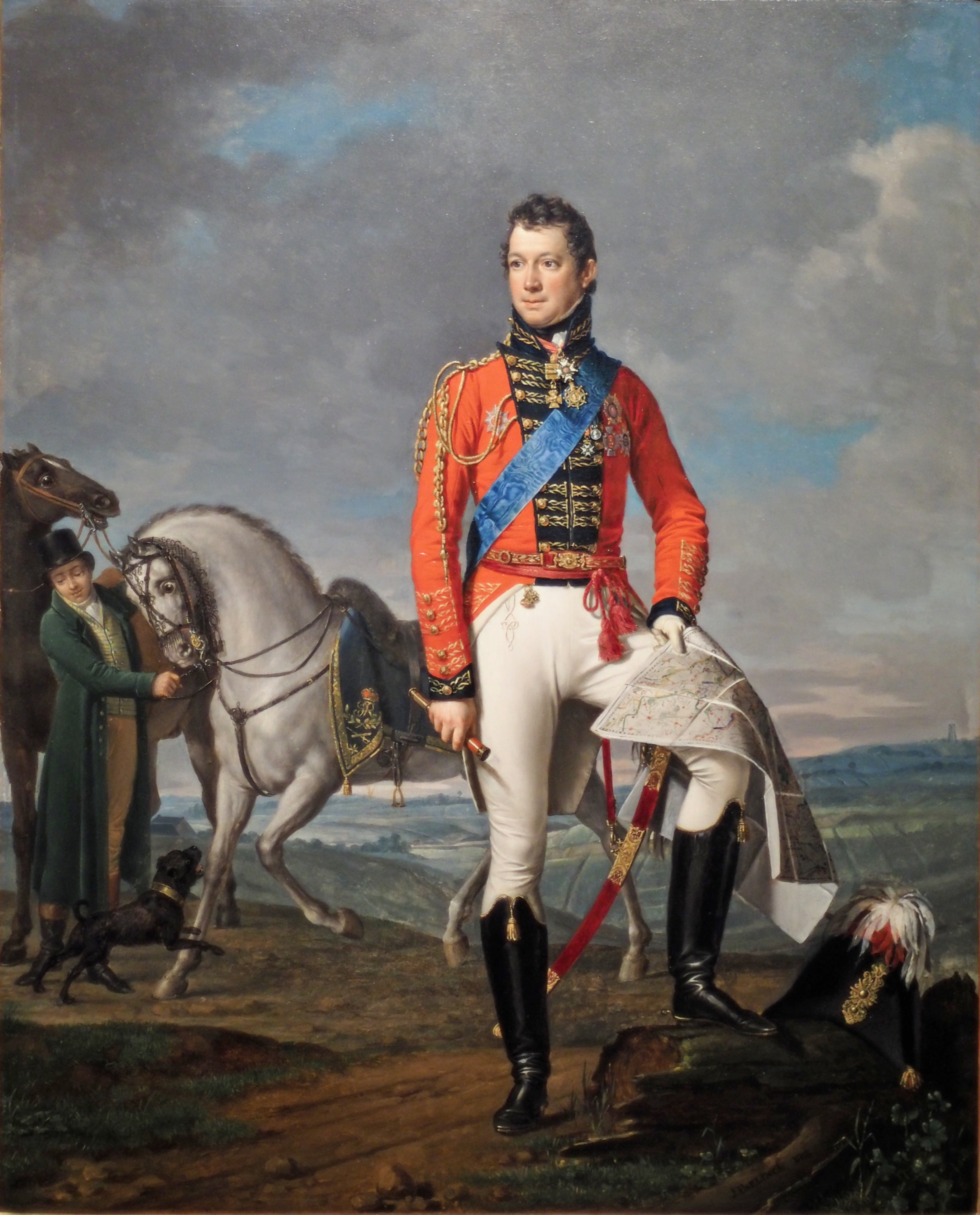
Carl Graf von Alten auf dem Schlachtfeld von Waterloo

- Albert David (1866–1940), deutscher Arzt, „Opfer der Verfolgung der Juden unter der nationalsozialistischen Gewaltherrschaft in Deutschland 1933-1945“
- Alfred Roselieb (1891–1969), Scharfrichter, verstarb in Burgwedel
- Heinrich Harmjanz (1904–1994), Sprachwissenschaftler, Volkskundler und Soziologe
- Hermann Bahlsen (1927–2014), Backwarenfabrikant
- Horst Podlasly (1936–2007), Fußballtorhüter
- Karsten Friedrich Hoppenstedt (* 1937), Mitglied des Europäischen Parlaments
- Heinrich Dickmann (* 1941), Versicherungsmanager, Statthalter der Deutschen Statthalterei des Ritterordens vom Heiligen Grab zu Jerusalem
- Martin Kind (* 1944), Präsident von Hannover 96
- Dirk Roßmann (* 1946), Gründer der Dirk Rossmann GmbH
- Wolfgang Mierswa (* 1947), Pädagoge, Fußballschiedsrichter und Schiedsrichterfunktionär; war Rektor der Hauptschule Burgwedel
- Willi Reimann (* 1949), Fußballspieler und Fußballtrainer
- Dieter Schatzschneider (* 1958), Fußballspieler
- Harald Welzer (* 1958), Soziologe und Sozialpsychologe, machte sein Abitur in Burgwedel
- Christian Wulff (* 1959), ehemaliger Bundespräsident, ehemaliger niedersächsischer Ministerpräsident
- Ingo Siegner (* 1965), Kinderbuchautor und Illustrator
- Gundis Zámbó (* 1966), Moderatorin
- Simon Licht (* 1966), Schauspieler
- Derek Meister (* 1973), Schriftsteller und Drehbuchautor
- Bettina Wulff (* 1973), Ehefrau von Christian Wulff, dem ehemaligen Bundespräsidenten
- Gerald Asamoah (* 1978), Fußballspieler
- Steven Cherundolo (* 1979), ehemaliger US-amerikanischer Fußballspieler und heutiger -trainer
- Mike Hanke (* 1983), Fußballspieler
- Benjamin Gallein (* 1986), Koch, Küchenchef des Sterne-Restaurants Ole Deele in Großburgwedel

### Personen, für die in Burgwedel ein Stolperstein verlegt wurde
Personen, für die als Opfer des Nationalsozialismus ein Stolperstein verlegt wurde, finden sich in der Liste der Stolpersteine in Burgwedel.